# 원화왕후
원화왕후 최씨(元和王后 崔氏, 생몰년 미상)는 고려의 제8대 국왕인 현종의 제2비이다. 성종의 딸이다.

## 생애
성종의 딸로, 어머니는 성종의 제3비 연창궁부인이다. 원래 성은 왕(王)이나 어머니의 성을 따라 그녀도 최씨 성을 가지게 되었으며, 본관은 경주이다. 성종과 문화왕후 소생이자 역시 현종의 왕비인 원정왕후와는 이복 자매이다.
왕비에 책봉되어 항춘전왕비(恒春殿王妃)의 호를 받았으며, 이후 그 호를 상춘전왕비(常春殿王妃)로 고쳤다. 이는 그녀가 살던 전각의 이름을 딴 것이다.
1017년(현종 8년) 음력 12월에는 현종이 원화왕후의 외조부인 최행언에게는 상서좌복야를, 외조모인 김씨에게는 풍산군대부인의 호를, 어머니 연창궁부인에게는 낙랑군대부인의 호를 추증하였다.
최씨는 1010년(현종 1년) 거란(요나라)이 고려를 침략하면서 현종과 함께 전라남도 나주까지 피난을 갔으며, 거란군이 물러난 후에야 개경으로 돌아왔다.
사망 후 시호를 원화왕후(元和王后)라 하였으며, 생몰년과 능에 대한 기록은 남아있지 않아 알 수 없다. 남편 현종과의 사이에서 아들 왕수와 효정공주, 천수전주 등 두 딸을 두었다.

## 가족 관계
| - 조부 : 대종(戴宗, ?~969) - 조모 : 선의왕후 유씨(宣義王后 柳氏) - 아버지 : 성종(成宗, 960 ~ 997) - 외조부 : 최행언(崔行言) - 외조모 : 풍산군대부인 김씨(豊山郡大夫人 金氏) - 어머니 : 연창궁부인 최씨(延昌宮夫人 崔氏, 생몰년 미상) | - 시아버지 : 안종(安宗, ? ~ 996) - 시어머니 : 헌정왕후 황보씨(獻貞王后 皇甫氏, ? ~ 992 / 993) - 남편 : 현종(顯宗, 992 ~ 1031) - 장남 : 왕수(王秀, 1016~?) - 장녀 : 효정공주(孝靖公主, 생몰년 미상) - 차녀 : 천수전주(天壽殿主, 생몰년 미상) |

## 원화왕후 등장한 작품
- 《고려 거란 전쟁》 (KBS, 2023년~2024년, 배우 : 윤채경)